# 田中正造

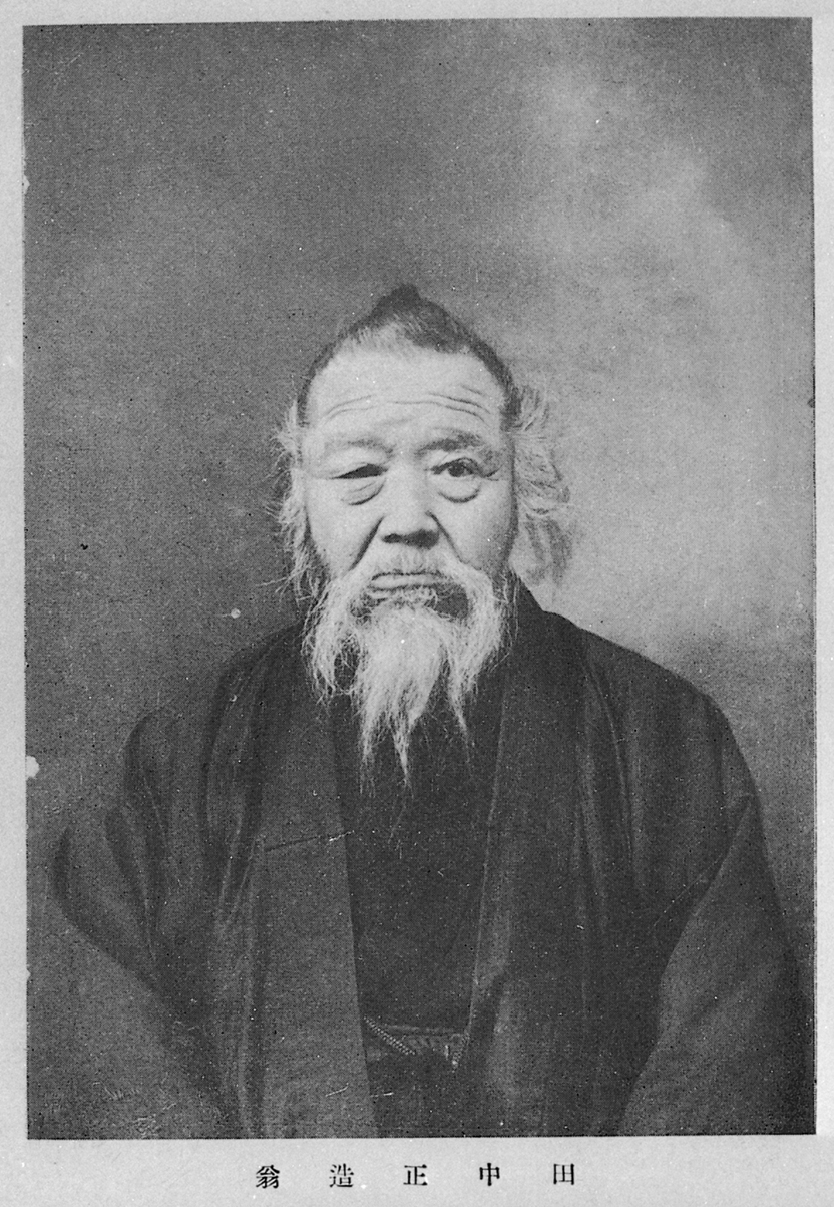
田中正造

田中正造（1841年—1913年9月4日）是日本政治家。出生於栃木縣，日本環保主義人士，他致力於解決足尾銅山礦毒問題。此外他還支持地方自治以及農業至上。1880年，田中正造成為栃木县议会议员，1886年出任栃木县议会議長官。1901年，田中正造辞去国会职务。

## 外部連結
- 维基共享资源上的相關多媒體資源：田中正造